# Mỏ than Bản Khê Hồ
Mỏ than Bản Khê Hồ (Trung văn giản thể: 本溪湖煤矿, Trung văn phồn thể: 本溪湖煤矿), nằm ở Bản Khê, Liêu Ninh, Trung Quốc, lần đầu tiên được khai thác vào năm 1905. Người ta bắt đầu dự án khai thác mỏ sắt và than dưới sự kiểm soát chung của Nhật Bản và Trung Quốc. Thời gian trôi qua, dự án dần chuyển qua kiểm soát của Nhật Bản. Đầu những năm 1930, Nhật Bản xâm chiếm phía đông bắc của Trung Quốc và tỉnh Liêu Ninh đã trở thành một phần của quốc gia bù nhìn Nhật Bản kiểm soát Mãn Châu Quốc. Người Nhật buộc người Hoa làm việc khai thác than trong điều kiện rất tồi tệ. Thực phẩm khan hiếm và người lao động không có đủ quần áo. Điều kiện làm việc khắc nghiệt và các bệnh như thương hàn, dịch tả phát triển mạnh mẽ. Thông thường người thợ mỏ làm việc 12 giờ mỗi tuần hoặc lâu hơn. Những người giám sát Nhật Bản đánh đập công nhân bằng cán cuốc, có nhiều mô tả công việc như lao động nô lệ.

## Vụ nổ
Ngày 26 tháng 4 năm 1942, một vụ nổ chất khí và bụi than ở mỏ làm thiệt mạng 1549 người, 34% của số thợ mỏ làm việc ngày hôm đó, khiến cho tai nạn này là tai nạn thảm họa tồi tệ nhất trong lịch sử khai thác than.
Vụ nổ đã đẩy ngọn lửa tuôn vào hầm mỏ. Người thân thợ mỏ chạy đến nơi xảy ra vụ nổ, nhưng đã bị từ chối vào đó bằng một hàng rào bảo vệ của Nhật Bản đã dựng lên hàng rào điện để giữ không cho thợ mỏ chạy ra. Trong một nỗ lực để ngăn chặn lửa ngầm, người Nhật tắt hệ thống thông gió và đóng miệng hố. Các nhân chứng nói rằng người Nhật Bản đã không sơ tán hố đầy đủ trước khi đóng miệng hố, khiến nhiều người công nhân Trung Quốc mắc kẹt dưới đất đến nghẹt thở trong khói. Do đó, hành động của Nhật Bản bị đổ lỗi là không cần thiết và làm tăng số người chết. Phải mất 10 ngày để loại bỏ tất cả những xác chết và đống đổ nát ra khỏi trục. Người chết được chôn cất trong một ngôi mộ tập thể gần đó. Nhiều nạn nhân không thể được xác định danh tính đúng do mức độ bỏng cao. Báo cáo ban đầu của người Nhật báo cáo số người chết được chỉ 34 người. Bản báo cáo báo ban đầu là ngắn, chỉ có 40 từ, và đánh giá thấp quy mô của thảm họa như một sự kiện nhỏ. Sau đó là Nhật Bản dựng lên một tượng đài cho người chết. Tảng đá này đã ghi nhận số người thiệt mạng là 1327. Các con số thực được cho là 1549 người. Trong số này, 31 là người Nhật, phần còn lại của Trung Quốc. Loại mỏ này tiếp tục được điều hành bởi Nhật Bản cho đến khi kết thúc Thế Chiến II vào năm 1945. Sau sự rút lui của Nhật Bản, các công nhân nắm quyền kiểm soát mỏ. Sau chiến tranh thế giới thứ II, Liên Xô điều tra vụ tai nạn. Họ nhận thấy rằng chỉ có một số công nhân đã chết vì khí nổ bụi than. Báo cáo của Liên Xô nói rằng hầu hết các ca tử vong là ngộ độc khí monoxit cacbon do sự đóng cửa của hệ thống thông gió sau vụ nổ đầu tiên. 